# Forêt d'Éperlecques
Het Forêt d'Éperlecques (Nederlands: Sperlekebos) is een bosgebied in de gemeente Éperlecques, in het Franse departement Pas-de-Calais.
Het bosgebied heeft een oppervlakte van ongeveer 900 ha, waarvan het grootste deel privaatbezit is, en 70 ha door het departement werd aangekocht. In dit gebied zijn enkele wandelingen uitgezet.
Tijdens de Tweede Wereldoorlog was dit gebied het toneel van geallieerde bombardementen, omdat hier ook de V2 werd gelanceerd. Daarvan is de zeer grote bunker, het Blockhaus van Éperlecques, nog een getuige. Ook zijn er nog tal van bomkraters te vinden.
Centraal in het gebied ligt een plateau van ongeveer 70 meter hoog. Hier vindt men zure, zandige bodems met onder meer silex. De lagere delen kennen kleihoudende bodems.
Het gebied heeft een interessante flora en fauna. Men vindt er onder meer de grote bonte specht, de eikenpage, de keizersmantel en de vuursalamander.